# Silvio Galimberti
Silvio Galimberti (Roma, 31 maggio 1869 – Roma, 24 ottobre 1956) è stato un pittore italiano, decano della pontificia insigne accademia del virtuosi al Pantheon.
Nipote del cardinale Luigi Galimberti, fu anche allievo del pittore perugino Annibale Brugnoli.
Numerose sono le sue opere presenti nelle chiese romane, si citano Sant'Andrea della Valle, di San Gioacchino, di Santa Maria in Montesanto, d'Ognissanti, dell'Immacolata, di Sant'Isidoro, di San Patrizio, delle Suore di San Camillo, dei Carmelitani; nelle Sale Ducale e nella Cappella Sistina in Vaticano e nel Pontificio Seminario Romano. 
Dipinse stendardi delle canonizzazioni e delle beatificazioni, durante i pontificati di Leone XIII, di Pio X, di Benedetto XV, di Pio XI e di Pio XII. Lavorò nelle Chiese di Santa Margherita in Olevano Romano, della Santa Croce in Ostra, dei Passionisti in Recanati, di Morro d'Alba, di Ussita, di Corridonia, di Vivaro Romano, di Lapedona, di Francavilla d'Ete, nella Cappella di San Gabriele in Terni, nel Duomo di Senigallia, nelle Cattedrali di Palestrina, di Magliano Sabina, di Siracusa, di Macerata e di Santiago del Cile.
Da ricordare anche la riproduzione del celebre dipinto del Domenichino: Ultima Comunione di san Girolamo, realizzata per la parrocchiale di Ortezzano (FM) L'originale si trova nella Pinacoteca Vaticana trasferito dalla chiesa di san Girolamo della Carità in via Monserrato, Roma.
Nel 1902 progettò gli apparati decorativi ad affresco del Villino Cagiati, è invece del 1907 il rifacimento delle decorazioni pittoriche della cappella delle Anime del Purgatorio, della Basilica di Santa Maria in Montesanto. 
Negli anni '30 ridipinse il soffitto del Teatro Valle.

## Curiosità
Al pittore romano venne attribuito il quadro celebrativo ad olio Mussolini ed i quadrumviri Bianchi, De Bono, De Vecchi e Balbo, di cui vi fu un tentativo di imporne l'acquisto di numerose riproduzioni a vari Comuni dell'Italia dell'epoca. Tale quadro è riprodotto in una tavola a colori fuori testo dell'Enciclopedia "Storia d'Italia" di Indro Montanelli, volume 19 "Il tempo delle camicie nere", pag. 81.
| Controllo di autorità | VIAF (EN) 259199414 · GND (DE) 102434519X |